# Ubiti pticu rugalicu
Ubiti pticu rugalicu (eng. To Kill a Mockingbird) je američki dramski roman koji je 1960. napisala i objavila Harper Lee. Postigao je brzi uspjeh te je osvojio Pulitzerovu nagradu i postao klasik američke književnosti. Radnja se labavo temelji na Leeinim opservacijama o svojoj obitelji i susjedima, kao i na događaju koji se je odigrao u blizini njenog grada 1936., kada je imala 10 godina.
Roman krasi toplina i humor, usprkos tome što se bavi ozbiljnim temama o silovanju i rasnoj diskriminaciji. Lik oca u romanu, Atticusa Fincha, poslužio je kasnije kao moralni vodič i junak mnogim čitateljima i odvjetnicima. Jedan kritičar objašnjava utjecaj romana ovim riječima: U 20. stoljeću, Ubiti pticu rugalicu je vjerojatno najčitanija knjiga koja govori o rasama u Americi, a njen protagonist, Atticus Finch, je najtrajnija fiktivna slika rasnog junaštva.
Teme Ptice rugalice, romana koji je opisan kao Bildungsroman, jesu rasna nepravda i uništenje nevinosti. Ispitivači su uočili da Lee također govori o društvenim slojevima, hrabrosti, suosjećanju i ulogama žena na američkom Jugu. Knjiga se nalazi na popisu lektire po mnogim školama u zemljama engleskog govornog područja jer ima pouke koje naglašavaju snošljivost i pozivaju na pravdu. Usprkos svojim temama, javljale su se i skupine koje su htjele maknuti roman iz školskih učionica zbog navodno spornih rasnih epiteta.
S obzirom na velik broj prodanih primjeraka i na njegovu prisutnost u obrazovanju, roman je relativno rijetko bio predmetom književne raščlambe. Autorica Mary McDonough Murphy, koja je prikupila dojmove nekoliko autora i javnih ličnosti o romanu, nazvala je Pticu rugalicu zadivljujućim fenomenom. Godine 2006. britanski knjižničari rangirali su roman iznad Biblije kao jednu od onih knjiga koju svaki odrastao čovjek mora pročitati prije smrti. Adaptirana je u istoimeni film 1962., koji je režirao Robert Mulligan, a scenarij napisao Horton Foote. Od 1990. predstava temeljena na romanu izvodi se svake godine u Leeinom rodnom gradu, Monroeville, Alabama. Do danas, to je jedini objavljen Leein roman, a iako je nastavila pratiti utjecaj svoje knjige, od 1964. odbila je bilo kakav publicitet za sebe ili za roman.

## Uvod
Rođena 1926., Harper Lee je odrasla u južnjačkom gradu Monroeville, Alabama, gdje se sprijateljila s budućim slavnim piscem Trumanom Capoteom. Pohađala je sveučilište Huntingdon u Montgomeryu (1944. – 45.), te potom studirala pravo na sveučilištu Alabame (1945. – 49.). Dok je pohađala sveučilište, pisala je za časopise u kampusu: Huntress i Rammer Jammer. Na oba sveučilišta, pisala je kratke priče i druga djela o rasnoj nepravdi, temi koja se tada rijetko spominjala na kampusu. Lee se 1950. preselila u New York, gdje je radila kao trgovac za rezervacije britanske zračne kompanije; tu je počela pisati kolekciju eseja i kratkih priča o ljudima u Monroevilleu. Nadajući se da će biti objavljene, predstavila je svoja djela 1957. književnom agentu kojeg je preporučio Capote. Urednik u izdavačkoj kući J. B. Lippincott joj je savjetovao da da otkaz u zračnoj kompaniji te se usredotoči na pisanje. Zahvaljujući donacijama prijatelja, među kojima su bili i Michael i Joy Brown i Alice Lee Finch, su joj omogućili da neometano piše godinu dana.
Lee je na kraju dvije i pol godine provela pišući Ubiti pticu rugalicu. Prema jednoj anegdoti, postala je toliko frustrirana da je bacila manuskript kroz prozor u snijeg, a njen agent ju je natjerao ponovno ga pokupiti. Roman je objavljen 11. srpnja 1960., te se isprva zvao Atticus. Lee ga je potom preimenovala kako bi priča odražavala veći opseg od samo jednog lika. Uredništvo Lippincotta je upozorilo Lee da će vjerojatno prodati tek par tisuća primjeraka. 1964., Lee se prisjećala tog razdoblja te je izjavila: Nikad nisam očekivala neki uspjeh sa Rugalicom. ... Samo sam se nadala brzom i bezbolnom smrti u rukama recenzenata, ali, istodobno sam se nadala da će se nekome svidjeti dovoljno da me ohrabri. Javno ohrabri. Nadala sam se malome, kao što rekoh, ali sam umjesto toga dobila puno, a na neki način je jednako zastrašujuće kao i brza, bezbolna smrt koju sam očekivala. Reader's Digest Condensed Books je izabrao da se knjiga ponovno tiska, što joj je odmah dalo rasprostranjeno čitateljstvo. Od prvog objavljivanja, knjiga nikad nije bila izvan izdavanja.

## Radnja
Predak obitelji Finch, Simon Finch, metodist, je pobjegao od vjerske nesnošljivosti u Engleskoj te se preselio u Alabamu, gdje je postao imućan te kupio nekoliko robova.
Glavna radnja se odvija tri godine nakon velike depresije u fiktivnom gradiću Maycomb, Alabama. Glavna junakinja je šestogodišnja Scout Finch, koja živi sa starijim bratom Jemom i samohranim ocem Atticusom, koji je odvjetnik. Jem i Scout se sprijatelje s dječakom Dillom koji je posjetio njihov gradić kako bi ostao s tetom cijelog ljeta. Troje djece se plaše susjeda, otuđenog Booa Radleya. Odrasli nerado govore o Boou. Djeca razvijaju najluđe teorije zašto se skriva te razmišljaju kako ga izmamiti van iz kuće. Scout i Jem otkrivaju da im netko ostavlja malene darove na drvetu kraj Booine kuće, ali se on nikada ne javlja osobno.
Atticus dobiva novi slučaj: obraniti crnoputog Toma Robinsona od optužbe da je silovao bjelkinju, Mayellu Ewell, što ga odjednom čini vrlo nepopularnim u gradu. To se preljeva i na Scout i Jema, jer ih djeca zadirkuju zbog toga. Atticus se čak jednom suoči s ljutitom gomilom koja želi odvesti Toma na linč, ali ga spašavaju Scout, Jem i Dill kada posrame gomilu predstavljajući situaciju iz perspektive Atticusa i Toma.
Atticus ne želi da djeca sudjeluju na suđenju, ali se oni ipak potajno nađu u sudnici te kradimice promatraju parnicu s balkona. Atticus uspostavlja da Mayella i njen otac, Bob Ewell, gradski pijanica, lažu. Postaje i očito da Mayella nema prijatelja te se upucavala Tomu, ali ju je otac uhvatio te ju pretukao. Usprkos značajnim dokazima o nedužnosti Toma, porota ga osudi. Jem više ne vjeruje u pravdu, kao ni Atticus nakon što Toma upucaju i ubiju kada je htio pobjeći iz zatvora.
Iako je pobijedio u parnici, ugled Boba Ewella je upropašten te on želi osvetu. Pljuje na Atticusovo lice na ulici te prijeti Tomovoj udovici. Najzad bijes iskaljuje i na bespomoćnom Jemu i Scout kada su se vraćali od škole po noći za vrijeme maškara. Jemova ruka je slomljena u otporu, ali tada netko dođe pomoći djeci: Boo Radley, koji odvodi Jema kući.
Gradski šerif stiže te otkriva da je Bob Ewell ubijen u okršaju da se zaštite djeca. Tada raspravlja s Atticusom o etici i opravdanosti držanja Jema i Booa odgovornima. Atticus naposljetku prihvaća šerifovu priču da je Elwell jednostavno pao na vlastiti nož. Boo zamoli Scout da ga otprati do njegove kuće, pozdravi ju te tada opet nestaje iza vrata. Dok sjedi na njihaljci kuće Radley, Scout zamišlja život iz Boove perspektive te zažali što nikada nije uzvratila na darove koje im je dao.

## Autobiografski elementi
Lee je izjavila da Ptica rugalica nije autobiografija, nego prije primjer kako bi autor trebao pisati o tome što zna te pisati iskreno. Ipak, neki likovi i događaji vuku paralele s Leeinim djetinjstvom. Leein otac, Amasa Coleman Lee, je bio advokat, kao i Atticus Finch, te je 1919. branio dva crnca optužena za ubojstvo. Nakon što su obješeni, ubijeni i izmrcvareni, nikada više nije bio advokat u nekom sudskom postupku. Leein otac je bio i urednik novina Monroevillea. Iako je više bio pobornik rasne segregacije od Atticusa, s godinama je mijenjao stavove i postao liberalniji u tom pogledu. Iako je Scoutina majka umrla dok je još bila mala, Lee je imala 25 godina kada je njena majka, Frances Cunningham Finch, umrla. Leeina majka je imala neuroze zbog čega je bila mentalno i emotivno odsutna. Lee je imala brata, Edwina, koji je bio — kao i fiktivni Jem — četiri godine stariji od nje. Kao i u romanu, crnoputa spremačica je dnevno dolazila da se brine o kući i obitelji Lee.
Lee je oblikovala lik Dilla na prijatelja iz djetinjstva, Trumana Capotea, tada znanog kao Truman Persons. Kao što je Dill živio odmah preko puta Scout tijekom ljeta, Capote je živio preko puta Lee sa svojim tetama dok mu je majka bila u New Yorku. Kao i Dill, Capote je imao impresivnu maštu i dar za fascinantne priče. I Lee i Capote su bili netipična djeca i voljela su čitati. Lee je bila muškobanjasta te se brzo potukla, dok je Capote ismijavan zbog naprednog vokabulara i mucanja. Pisali bi zajedno priče. Capote ih je nazvao razdvojenim ljudima. 1960., Capote i Lee su putovali u Kansas kako bi istražili višestruka ubojstva koja su kasnije postala temelj za Capotin istinit roman Hladnokrvno ubojstvo.
U njihovoj blizini se nalazila i kuća koja je poslužila kao model za imanje Radleyjevih. Sin obitelji se našao usred problema sa zakonom te mu je otac savjetovao da bude uglavnom u kući, iz srama od susjedstva. Ostao je tako dok nije bio skroz zaboravljen te umro 1952.
Podrijetlo Toma manje je razvidno. Kada je Lee imala 10 godina, bjelkinja kraj Monroevillea je optužila crnca - Waltera Letta - za silovanje. Priču su pokrile novine njenog oca te objavile da je Lett osuđen na smrt. Nakon nekoliko pisama da je Lett u stvari nedužan, njegova kazna je preinačena u doživotni zatvor. Umro je tamo od tuberkuloze 1937.
Akademičari smatraju da je Tomov slučaj sličan neslavnoj parnici Scottsboro Boys, u kojoj je devet crnaca osuđeno za silovanje dvije bjelkinje na temelju labavih dokaza. Ipak, 2005. je Lee izjavila da je na umu imala nešto manje senzacionalno, iako bi i Scottsboro slučaj poslužio istoj svrsi da ukaže na predrasude na američkom Jugu. Emmett Till, crnoputi tinejdžer koji je ubijen jer je flertovao s bjelkinjom u Mississippiju 1955., i čija se smrt katkad navodi kao okidač pokretu za građanska prava, se također smatra modelom za lik Toma Robinsona u priči.

## Stil
Najsnažniji element stila je prema kritičarima Leein talent za naraciju, koju je jedna recenzija u Timeu nazvala opipljivo briljantnom. Analizirajući roman desetljeće kasnije, jedan akademičar je uočio da Harper Lee ima izvanredan dar za pričanje priče. Njena umjetnost je u toj mjeri vizualna, kinematografijski tečna i suptilna da vidimo kako jedna scena prelazi u drugu bez trzaja tranzicije. Lee spaja glas pripovjedača djeteta koje promatra okruženje s odraslom ženom koja se sjeća djetinjstva iskorištavajući nejasnost ovog glasa s narativnom tehnikom 'flashbacka' kako bi se igrala s perspektivama. Ova pripovjedačka metoda dozvoljava Lee ispričati predivno zavaravajuću priču koja spaja jednostavnost dječjeg promatranja s odraslim situacijama koje kompliciraju tajne motivacije i bezuvjetna tradicija. Ipak, taj spoj katkad dovodi čitatelja da se zapita kako Scout ima takvu dubinu razumijevanja. I Harding LeMay i književni kritičar Granville Hicks su izrazili sumnju da djeca tako zaštićena poput Scouta i Jema mogu razumjeti složenost i stravu suđenja Toma Robinsona.
Pišući o Leeinom stilu i upotrebi humora u mračnoj priči, Jacqueline Tavernier-Courbin je utvrdila: Smijeh... [razotkriva] gangrenu ispod predivne površine, ali je isto tako i umanjuje; čovjek ne može kontrolirati ono čemu se smije. Scoutine opservacije o njenim susjedima i ponašanje nadahnjuju ravnatelja Nacionalne zaklade umjetnosti, Davida Kipena, da je nazove urnebesno smiješnom. Međutim, kako bi izrazila ozbiljnije teme, Tavernier-Courbin primjećuje da Lee upotrebljava parodiju, satiru i ironiju efektivno time što koristi dječje perspektivu. Nakon što Dill obeća da će se oženiti za nju, a potom puno vremena provodi s Jemom, Scout zaključuje da je najbolji način da obrati pozornost na nju taj da ga prebije, što i učini u par navrata. Scoutin prvi dan u školi je satirični tretman obrazovanja; njen učitelj kaže da mora ispraviti štetu koju je donio Atticus time što ju je naučio da piše i čita, te mu zabranjuje da ju išta više nauči. Lee najnesmiješnije situacije postavlja ironično, pošto Jem i Scout pokušavaju razumjeti kako Maycomb može zagrliti rasizam, a opet pokušava ostati pristojno društvo. Tavernier-Courbin čak sugerira da je interpretacija naslova romana zapravo izrugivanje obrazovanju, pravnom sustavu o vlastitom društvu tako što od njih pravi objekte humorističnog neslaganja.
Kritičari su također uočili i zabavne metode koje pokreću radnju. Kada je Atticus izvan grada, Jem zaključa vršnjaka nedjeljne škole u podrumu crkve tijekom igre. To navede njihovu crnoputu sluškinju Calpurniju da Scout i Jem povede u njenu crkvu, čime djeca dobiju uvid u njen život, ali i u život Toma Robinsona.

## Struktura
Roman ima temu koja se ponavlja: ljudi nisu uvijek onakvi kakvi se čine na prvi pogled; mogu biti bolji ili gori ili drugačije naravi. Takva tema se javlja na nekoliko razina radnje. Na najvišoj razini je podzaplet Booa Radleya, Scoutinog otuđenog, uznemirujućeg susjeda. Kada priča počinje, on je predmet straha i nerazumijevanja. S vremenom, na vidjelo izlaze njegove dobre osobine. Na kraju čak postaje junak, spašavajući živote Jema i Scout. Jedan drugi podzaplet pokriva žitelje gradića u obliku 12-članog sudskog vijeća koja osudi Toma Robinsona. Iako ima dovoljno dokaza da je Tom nedužan a djevojka koja ga optužuje laže, članovi vijeća, naizgled dobri građani koji idu redovito u crkvu, ga osude na smrt jer je crnac.
Na razini poglavlja, postoji nekoliko događaja koji otkrivaju osobine nekih likova:
- Scout smatra da je njen otac, Atticus Finch, običan čovjek. Ne čini ništa što bi moglo izazvati divljenje kod drugih. Onda jednog dana bijesni pas prijeti gradu. Kada šerif da Atticusu pušku, ovaj ustrijeli psa prvim hicem, s velike udaljenosti.
- G. Underwood, urednik mjesnih novina, je rasist. Prema Atticusu, prezire crnce. Ipak, nakon što se ljutita gomila razišla, otkriva se da je g. Underwood cijelo vrijeme bio na prozoru zgrade te s puškom ciljao na gomilu, spreman obraniti živote Atticusa i Toma.
- Scoutina učiteljica, gđa. Gates, je isprva uzor tolerancije. No otkriva se da joj se gadi pomisao o braku crnaca i bijelaca.
- obitelj Finch ima crnoputu sluškinju, Calpurniju. Ona ima rafinirani govor. Ipak, kada jednom povede Scout u crkvu za crnce, otkriva se da ima i vrlo oštar i običan vokabular. Kada jedna žena pokušava zaustaviti ih da uđu u crkvu, Calpurnia zaprijeti: Stani tu, crnčugo!
- gđa. Dubose je naizgled neugodna i zla susjeda koja nazove Atticusa ljubiteljem crnčuga. Ali ona umire te odbija morfij kako bi pri samrti imala savršen, bistar razum. Atticus to zove primjerom prave hrabrosti: Prava hrabrost je kada znaš da si gotov prije nego što počneš, ali svejedno počneš i ideš do kraja. Rijetko kada pobijediš... Ali gđa. Dubose je pobijedila.

Iako je bijelac, Boo je možda simbol crnaca. Prvotni strah djece prema Boou zrcali strah južnjaka prema crncima.

### Žanr
Akademičari su Pticu rugalicu nazvali i južnjačkom gotičkom fikcijom i Bildungsromanom o odrastanju. Lee je koristila termin gotički kako bi opisala arhitekturu sudnice te Dillov pretjerano morbidan opis Booa Radleya. Tuđinci su također važan čimbenik južnjačke gotike a pitanja Scout i Jema o hijerarhiji grada i preispitivanje sustava neki su usporedili s romanima Lovac u žitu i Pustolovine Huckleberryja Finna. Scout štuje Atticusa kao autoritet iznad svih drugih jer vjeruje da čovjek mora slijediti svoju savjest kao glavni prioritet, čak i kada je ishod društveno otuđenje. Lee predstavlja individualne probleme likova kao univerzalne u svakom društvu.
Scout i Jem se suočavaju i s neugodnom stvarnošću te uče iz toga. Neki smatraju da je roman i feministički Bildungsroman jer Scout izlazi iz djetinjstva s jasnijim smislom za mjesto u zajednici i svijesti o potencijalnoj moći kao žena koja će jednoga dana biti.

## Teme
Usprkos velikoj popularnosti romana nakon izdavanja, nije zadobio pažnju kritičara kao drugi moderni američki klasici. Don Noble, urednik knjige eseja o romanu, procjenjuje da je omjer prodaje i analitičkih eseja romana možda čak i jedan naprema milijun. Christopher Metress piše da je knjiga ikona čiji emotivni zamah ostaje čudno snažan jer je ostala neistražena. Noble sugerira da nije zadobila pažnju akademičara zbog statusa best-sellera: Ako je tako puno ljudi voli, ne može biti tako dobra.
Harper Lee je ostala odvojena od interpretacije romana od sredine 1960-ih. Ipak, dala je mali uvid u teme kada je, u pismu uredniku, napisala o reakciji koju je izazvala knjiga: Valjda je očito i najjednostavnijim ljudima da Ptica rugalica izražava u riječima rijetko većima od dva sloga kodeks časti i ponašanja, kršćanskog u etici, koje je nasljeđe svih južnjaka.

### Južnjački život i nepravda
Kada je knjiga objavljena, recenzenti su uočili da je priča podijeljena na dva dijela, a mišljenja su bila različita oko toga da li je Lee imala sposobnost spojiti ih. Prvi dio romana govori o djeci. Jedan je kritičar nazvao roman južnjačkim romantičnim regionalizmom. Taj sentimentalizam se uočava i u Leeinom predstavljanju južnjačkog sustava kaste kako bi objasnila ponašanje skoro svakog lika u romanu. Teta Alexandra smatra da mane i vrline žitelja Maycomba potječu od genealogije (obitelji koje imaju neke osobine iz generacije u generaciju), a pripovjedač stavlja likove u fino odvojeno okruženje povijesti obitelji Finch i povijest Maycomba. Ova regionalna tema se zrcali i u naizgled bespomoćnosti Mayella kada treba priznati da se upucavala Tomu. Sam jug, sa svojim običajima i tabuima, izgleda pokreće radnju više od likova.
Drugi dio romana radi se o, po riječima Harding LeMay, sramu koji uništava duh civiliziranih bijelaca Juga pri tretmanu crnaca. Godinama nakon objave, mnogi recenzenti su smatrali da se roman uglavnom bavi odnosom rasa. Claudia Durst Johnson smatra da je razumno vjerovati da su roman oblikovali događaji rasnih odnosa u Alabamu: Rosa Parks je primjerice odbila ustupiti sjedalo u autobusu bijeloj osobi, što je izazvalo bojkot autobusa Montgomery 1955., te nemire iduće godine na sveučilištu u Alabami. Iako je priča smještena u 1930-te, ipak je govorila o odnosima i strahovima 1960-ih, kada se javljala promjena odnosa prema crncima u SAD-u.
Patrick Chura sugerira da je Emmett Till bio uzor za lik Toma Robinsona. Chura smatra da je on ikona crnog silovatelja koji predstavlja prijetnju mitološkoj ranjivosti i svetosti žene Juga. Tom je bio i fizički ograničen, zbog čega nije mogao napasti ženu koja ga je optužila za zlodjelo. Roslyn Siegel zaključuje da je Tom Robinson primjer čestog motiva bijelih pisaca Juga o glupom, patetičnom, bespomoćnom i ovisnom crncu koji ovisi o bijelcima, a ne o vlastitoj inteligenciji da ga spasi.
Carolyn Jones smatra da bijesan pas u priči predstavlja predrasudu u gradiću Maycombu, a Atticus, koji čeka na napuštenoj ulici da ustrijeli psa, se mora boriti protiv rasizma grada bez pomoći ostalih. Jones tvrdi: Prvi bijesni pas je rasizam u Maycombu koji uskraćuje čovječnost Tomu Robinsonu... Kada Atticus održi završne riječi poroti, gotovo se ogoli pred ljutnjom porote i grada.

### Društveni sloj
Lee je 1964. izjavila da je htjela biti Jane Austen južne Alabame. I Austen i Lee izazivale su društveni status quo te cijenili individualnu vrijednost nad društvenim statusom. Kada Scout osramoti siromašnog vršnjaka, Waltera Cunninghama, u svojoj kući, Calpurnia ju grdi te kazni. Atticus poštuje Calpurnijinu odluku, a u drugom djelu romana i suprotstavi se opasnoj Teti Alexandri, svojoj sestri, kad odlučno izjavi da bi Calpurniju trebalo otpustiti. Jedan pisac tvrdi da Scout, u stilu Austenice, satirizira žene s kojima se ne želi identificirati. Kritičar Jean Blackall nabraja prioritete koje dijele dvije spisateljice: afirmacija reda u društvu, poslušnost, ljubaznost i poštovanje individualca bez obzira na status.
Akademičari smatraju da je Leein pristup društvenom sloju i rasi složeniji od pripisivanja rasne predrasude siromašnim bijelcima... Lee demonstrira kako rodni i društveni slojevi intenziviraju predrasude, stišavaju glasove koji bi mogli izazvati postojeći poredak, te uveliko komplicirati koncept mnogih Amerikanaca o uzrocima rasizma i segregacije. Leeina upotreba glasa pripovjedača iz srednjeg sloja dozvoljava poistovjećivanje s čitateljem, bez obzira na kulturnu pozadinu, te njeguje osjećaj nostalgije. Obitelji Ewells i Cunningham su jednako siromašne, ali se ponašaju potpuno drugačije.

### Hrabrost i samilost
Roman su neki hvalili zbog istraživanja različitih varijanti hrabrosti. Atticus je moralni uzor te uči Jema o hrabrosti. Charles Shields, koji je napisao biografiju Harper Lee, tvrdi da su razlog trajnoj omiljenosti romana pouke o ljudskom dostojanstvu i poštovanje prema drugima koje ostaju fundamentalne i univerzalne. Jedan pisac je uočio: ... iako se roman bavi tragedijom i nepravdom, gubitkom, također nosi i snažan osjećaj za hrabrost, samilost i spoznaju kako bi povijest trebala biti bolja od ljudskih bića.

### Rodna uloga
Uz spoznaju rasizma u gradiću, Scout otkriva i što znači biti djevojka, a neki ženski likovi utječu na njen razvoj. Scoutina glavna identifikacija s ocem i starijim bratom dozvoljavaju Lee da opiše cijeli niz ženskih likova u romanu kao dio njih i kao tuđince. Scout promatra kako Mayella Ewell uništava nedužnog muškarca, Toma, kako bi sakrila svoju strast prema njemu. Ženski likovi koji najviše komentiraju Scoutin manjak ženstvenosti su glavni u promoviranju rasizma i starog pogleda na život. Jedan akademičar piše da Lee postepeno demonstrira da Scout postaje feministkinja na Jugu.
Izuzev Atticusa, skoro svi drugi očevi u radnji su opisani kao zlostavljači, psihički ili fizički. Implicira se da je Bob Ewell zlostavljao svoju kćer, a gđa. Radley zatvara sina u kući tako dugo dok ga se više nitko ne sjeća. Oni predstavljaju kako muževna ili ženstvena dvoličnost i tvrdoglavost mogu dovesti do društvenih deformacija. Jedan akademičar je ovako opisao Atticusa, koji je dobar otac: Posao je pravih muškaraca koji utjelovljuju tradicionalne muževne kvalitete junačkog individualizma, hrabrosti i znanja obrazovanja promovirati društvenu pravdu i moral, kako bi ispravili društvene stranputice.

### Napisani i nenapisani zakoni
Scout više puta razbija kodekse i zakone te reagira zato što je kažnjena. Mayella je kažnjena jer je poljubiti crnca tabu za bjelkinju. Johnson uočava: "Roman prikazuje kako Jem i Scout počinju uočavati zamršenost društvenih pravila i kako odnose koje ta pravila određuju ili pokreću naposljetku pogoduju stanovnicima (njihovih) malih svjetova ili ih iznevjeruju."

### Gubitak nevinosti
Ptice pjevice se pojavljuju kao lajtmotiv u radnji. Naslovna ptica rugalica je glavni motiv teme, koja se prvi put javlja kada Atticus daje djeci zračnice za Božić te dozvoljava ujaku Jacku da ih uči pucati. Atticus ih upozori da je ubiti pticu rugalicu grijeh. Susjeda Maudie objasni Scout da rugalice nikada ne bi naudile drugim bićima te jednostavno daju zadovoljstvo svojim pjevanjem. Pisac Edwin Bruell je sažeo taj simbolizam: 'Ubiti pticu rugalicu' ustvari znači ubiti ono što je nedužno i bezopasno, kao Tom Robinson. Akademičari su uočili kako se Lee često vraća na temu rugalice u romanu.
Christopher Metress povezuje pticu rugalicu s Boom Radleyom: Umjesto da iskoristi Booa za izrugivanje, Scout s vremenom počne gledati na njega kao pticu rugalicu, kao netko s unutarnjom dobrotom kojeg treba čuvati. U zadnjim stranicama, Scout poveže priču Atticusa s Boom Radleyem i Tomom Robinsonom jer su likovi koji su bili krivo shvaćeni, ali kada ih napokon vidite, shvatite da nisu učinili nijednu od tih stvari, pri čemu Atticus izjavi: Većina ljudi je, Scout, kada ih napokon vidiš.
Roman ukazuje na gubitak nevinosti a recenzent R. A. Dave tvrdi da zato što se svaki lik mora suočiti ili pretrpjeti poraz, knjiga poprima elemente klasične tragedije. Istražujući kako se svaki lik odnosi s porazom, Lee gradi okvir kojim određuje da li su likovi junaci ili budale. Vodi čitatelje u takvoj presudi, mijenjajući stav između nesuzdržanog divljenja i ironije. Jedan je primjer društvo misionara koje s jedne strane tračaju o Scout te komentiraju o drugim rasama, a s druge održavaju privid sažaljenja, nježnosti i moralnog uzora. Iako je Atticus izgubio slučaj, crnoputi promatrači ostaju na balkonu te ustaju kako bi mu svejedno zahvalili na trudu.

## Odjek
Roman je prilikom objavljivanja postao senzacija te je rasprodan u masovnom broju. Kada je roman uključen u Klub knjige tjedna a kasnija izdanja su objavljene u Reader's Digest Condensed Books, stekao je još više pristupačnosti čitateljima.
Prvotne reakcije kritičara na roman bile su podvojene. The New Yorker je rekao da je vješt, nepretenciozan i potpuno genijalan, a recenzent je za The Atlantic Monthly zaključio da je roman ugodno, nezahtjevno štivo ali je prigovarao da je glas pripovjedača 6-godišnje djevojčice sa vokabularom dobro obrazovane odrasle žene nemoguć. Time je u recenziji 1960. napisao da roman uči čitatelja zapanjujući broj korisnih istina o malim djevojčicama i životu na Jugu te dodao da je Scout Finch najfascinantnije dijete od kada je Frankie Carson McCullers ostavljen na vjenčanju. Chicago Sunday Tribune je uočio uravnotežen pristup naraciji u događajima romana: Ovo nije sociološki roman. Ne naglašava razlog... Ubiti pticu rugalicu je roman snažnog nacionalnog značaja sadašnjice.
No nisu sve recenzije bile entuzijastične. Neki su prigovarali zbog upotrebe klišeja o jadnim bijelcima Juga, jednodimenzionalnih crnaca u ulozi žrtve, a Granville Hicks je prozvao knjigu melodramatičnom i usiljenom. Južnjački pisac Flannery O'Connor je komentirao: Mislim da je u redu za dječju knjigu. Zanimljivo je da svi ljudi koji ju kupuju ne znaju da čitaju dječju knjigu. Netko bi trebao reći što je to.
Godinu dana nakon objavljivanja, roman je već preveden na deset jezika. Kasnije je rasprodan u 30 milijuna primjeraka i preveden u preko 40 jezika. Ubiti pticu rugalicu nijednom nije bio izvan optjecaja te je postao standard u školskim nastavama. Prema jednoj analizi iz 2008., bila je najčitanija knjiga među učenicima između 9-12 godina. Prema jednoj analizi iz 1991., Ubiti pticu rugalicu bio je rangiran odmah iza Biblije među knjigama koje čine razliku. U 1999., izabrana je za najbolji roman 20. stoljeća među čitateljima Književnog žurnala; nalazi se na petom mjestu čitatelja Moderne knjižnice, te je bila rangirana na prvom mjestu na listi knjižničara koji su 2006. odgovorili na pitanje koju bi knjigu svaka odrasla osoba morala pročitati?. Na drugom i trećem mjestu su bile Biblija i trilogija Gospodar prstenova. Našla se i na šestom mjestu na popisu najboljih romana svih vremena 2003. prema anketi BBC-jevog Velikog čitanja.
50. godišnjica romana prošla je uz proslavu i razmišljanje o njegovom utjecaju. Eric Zorn je za Chicago Tribune hvalio Leeinu bogatu potrebu jezika te dodao da hrabrost nije uvijek glamurozna, nije uvijek dovoljna, ali je uvijek u modi. Jane Sullivan se za Sydney Morning Herald složila da je knjiga i dalje svježa i relevantna. Chimamanda Ngozi Adichie je za Guardian napisala da Lee, kao rijetka pojava među američkim spisateljima, piše sa žestoko progresivnom tintom, u kojoj nema ničega neizbježnog o rasizmu i njegov temelj je otvoren preispitivanju uspoređujući ju s Williamom Faulknerom, koji je pisao o rasizmu kao neophodnosti. Rosemary Goring je usporedila Lee s Jane Austen, uočivši da je središnja tema da je nečije moralno uvjerenje nešto za što se isplati boriti, čak i kada te odbace, što je elokventno obrađeno u romanu.
Rođena Alabamka Allen Barra oštro je kritizirala Lee i roman u Wall Street Journalu prozvavši Atticusa odlagalištem epigrama bureta petarda te da roman predstavlja zašećeren mit povijesti Alabame. Barra je zapisala: Vrijeme je da se prestanemo pretvarati da je 'Ptica rugalica' neka vrsta bezvremenskog klasika koji je među najvećim ostvarenjima američke književnosti. Njen beskrvni liberalni humanizam je žalosno zastario... Thomas Mallon u New Yorkeru kritizira Atticusovo ukočeno i samodopadno ponašanje te opisuje Scout kao vrlo konstruiranu lutku čija su djela i riječi nemogući. Iako priznaje da roman funkcionira, Mallon napada Leein divlje nestabilan glas pripovjedača zbog razvoja priče o zadovoljnom susjedstvu sve dok ne počne nametati moral sudskom dramom, zbog čega knjiga počinje štovati vlastitu dobrotu do kraja sudskog procesa. Akin Ajayi branio je knjigu uz napomenu da je pravda često komplicirana i zaključio da roman prisiljava čitatelje da preispitaju stavove o rasizmu, društvenoj klasi i društvu, ali da nije napisana da ih riješi.
Mary McDonagh Murphy je intervjuirala slavne ličnosti kao što su Oprah Winfrey, Rosanne Cash, Tom Brokaw i Leeinu sestru Alice Lee, koji su pročitali knjigu i kao djeca i kao odrasli, te sastavila njihove utiske o romanu između te dvije životne dobi u knjizi, tada kao djeca i sada kao odrasli, Scout, Atticus, and Boo.

### Društveni komentar i izazovi
Ubiti pticu rugalicu je bila izvor stanovitih kontroverzi. Udruga američkih knjižnica ju je stavila na 21. mjesto na popisu 100 najosporavanijih knjiga 2000. – 2009.
Jedan od prvih primjera bila je Hanover, Virginia, 1966: roditelj je prosvjedovao jer je silovanje iskorišteno kao sredstvo za radnju. Johnson citira primjere pisama mjesnih novina u kojima je bilo i ljutih prosvjeda zbog toga što se silovanje objasnilo time da je Mayella bila privučena Tomu. Kada je saznala da školski administratori razmišljaju o tome da li je roman primjeren za školski uzrast, Harper Lee je poslala $10 The Richmond News Leaderu, sugerirajući da se iskoristi za upis bilo kojeg prvašića po izboru Školskog odbora Okruga Hanover. Nacionalna udruga obrazovanja je 1968. stavila roman na drugo mjesto na popisu knjiga koje dobivaju najviše primjedaba privatnih organizacija-prva je bila Little Black Sambo.
Školski okruzi kanadskih provincija New Brunswick i Nova Scotia su 1990. pokušali ukloniti knjigu iz nastave uz sljedeće obrazloženje:
Terminologija ovog romana podliježe studente ponižavajućem iskustvu koja im krade samopoštovanje i poštovanje prema vršnjacima. Riječ 'crnčuga' se koristi 48 puta u romanu... Mi smatramo da nastavni plan Nove Scotije mora omogućiti svim studentima da se osjećaju udobno prema novim idejama, osjećajima i iskustvima koja su predstavljena bez straha i ponižavanja... Ubiti pticu rugalicu je jasno knjiga koja više ne postiže te ciljeve te stoga više ne bi trebala biti korištena na nastavi.
Iako se roman tematski bavi rasizmom protiv crnaca, njegovi crnoputi likovi nisu dobili dovoljno prostora u priči. Neki su prigovarali zbog stereotipova, kao što su praznovjerni crnci i lik Calpurnije, koji su neki interpretirali kao noviju verziju zadovoljnog roba, dok su drugi likovi ostali neistraženi. Konzultant kanadske akademije jezika je utvrdio da su studenti bijelci dobro reagirali na roman, dok su studenti crnci većinom smatrali da ih demoralizira.
Ipak, mnogi smatraju da je roman bio jedan od glavnih razloga uspjeha pokreta ljudskih prava 1960-ih u Americi, te da je stigla u pravi čas da pomogne Jugu suočiti se s rasnim tenzijama. Vođa pokreta Andrew Young je komentirao da je roman učinkovit jer nadahnjuje nadu usred kaosa i konfuzije te jer je čin čovječnosti pokazujući kako se ljudi mogu izdići iznad svojih predrasuda. Autor Mark Childress uspoređuje utjecaj romana s romanom Čiča Tomina koliba, knjigom koja je bila jedan od okidača Građanskog rata u Americi. Childress tvrdi da roman daje Južnjacima način da razumiju rasizam sa kojim su odgojeni te da nađu novi način. A mnogi bijelci na Jugu su bili dobri ljudi... Roman je pomogao shvatiti što ne valja sa sustavom.
Diane McWhorter, povjesničarka i dobitnica Pulitzerove nagrade, tvrdi da roman osuđuje rasizam, a ne same rasiste. Autor James McBride je izjavio da je Lee briljantna, ali ju ipak nije nazvao hrabrom.

### Lažna tvrdnja o autorstvu Capotea
Leein prijatelj iz detinjstva, autor Truman Capote, napisao je sljedeće o prvom izdanju romana: Netko poseban je napisao ovaj prvi roman: pisac s najživljim smislom za humor, i najtoplijim, najautentičnijim smislom za humor. Dirljiva knjiga; a tako smiješna i simpatična. Neki su ovaj komentar konstruirali da sugeriraju da je Capote sam napisao knjigu ili ju značajno nadopisao i/ili ispravio. Jedini dokaz za ovu glasinu je izjava Capoteovog oca iz 2003. za novine iz Tuscaloose. Otac je tvrdio da je Capote napisao gotovo cijelu knjigu. Glasine su prekinute kada je Capoteovo pismo 2006. darovano muzeju književnog nasljeđa Monroevillea: dok je pisao pismo susjedu 1959., Capote je spomenuo kako je Lee pisala knjigu koja će ubrzo biti objavljena. Opširne bilješke između Lee i njenog urednika u Lippincottu također negiraju glasine o autorstvu Capotea. Leeina starija sestra Alice je o glasini rekla da je to najveća laž ikada izrečena.

### Počasti
Nakon objavljivanja romana, Harper Lee je uživala pažnju i popularnost, dajući intervjue, obilazeći škole i događaje vezane uz knjigu. 1961., kada je roman bio u 41. tjednu na listi 'bestselera', nagrađen je Pulitzerovom nagradom, što ju je zapanjilo. Osvojila je i Nagradu bratstva Državne konferencije kršćana i židova iste godine, te nagradu Izdanja godine časopisa Bestsellers 1962. Od 1964, Lee je odbijala nove intervjue, navodno jer su joj pitanja postala monotona te se žalila da dobiva pažnju jednaku koju su tražili slavni. Od tada je odbila razgovarati s novinarima o knjizi. Odbila je i napisati uvod za novo izdanje romana: Uvodi ograničavaju užitak, ubijaju užitak iščekivanja i frustriraju znatiželju. Jedina dobra stvar o uvodima je da povremeno odgode dozu koja stiže. Rugalica i dalje kaže ono što treba kazati: preživjela je godine bez uvoda.
2001., Lee je primljena u Akademiju časti Alabame. Iste godine, gradonačelnik, Chicaga Richard M. Daley je pokrenuo program čitanja širom knjižnica grada, te izabrao svoju najdražu knjigu, Ubiti pticu rugalicu, kao prvi naslov programa Jedan grad, jedna knjiga. Lee je izjavila da nema veće časti od te za njen roman. Do 2004., roman je izabran u 25  zajednica za varijacije programa čitanja širom grada, više nego ijedan drugi roman. David Kipen je izjavio za Veliko čitanje:... ljudi se poistovjećuju s romanom. Iskapa stvari iz njihovog života, njihovu interakciju s rasama, pravnim susretima i djetinjstvom. To je samo taj ključ kostura za toliko puno stvari u ljudskim životima, i oni ga blaguju.
2006., Lee je nagrađena počasnim doktoratom sveučilišta Notre Dame. Tijekom ceremonije, studenti i publika su joj pljeskali te su svi podigli kopije romana u zrak u njenu počast. Lee je dobila i počasne titule sveučilišta Mount Holyoke 1962. i Alabame 1990. Dobila je i medalju slobode 5. studenog 2007. od predsjednika Georgea W. Busha, koji je izjavio: Jedan od razloga zašto Ptica rugalica uspijeva je mudro i dobro srce autorice, koje dolazi do izražaja na svakoj stranici... 'Ubiti pticu rugalicu' utjecao je na karakter naše zemlje prema boljem. Bio je dar cijelome svijetu. Kao uzor dobrom pisanju i humanoj osjetljivosti, ova knjiga će biti čitana i proučavana zauvijek.

### Filmska adaptacija
Po romanu je 1962. snimljen i hvaljeni istoimeni film u kojem Gregory Peck tumači Atticusa Fincha. Producent filma, Alan J. Pakula, se sjetio kako ga je izvršni producent u poduzeću Universal Pictures pitao o potencijalnom scenariju: Rekli su, 'Kakvu priču želiš ispričati za film?' Rekao sam, 'Jeste li pročitali knjigu?' Oni su rekli, 'Da.' Ja sam rekao, 'To je priča.'' Film je bio hit na kinima te zaradio više od 20 milijuna $ u usporedbi s proračunom od 2 milijuna $. Osvojio je i tri Oscara: za najboljeg glavnog glumca Pecka, scenografiju i adaptirani scenarij Hortona Footea. Nominiran je za pet daljnjih nagrada, među njima i za najbolju sporednu glumicu Mary Badham, koja je glumila Scout.
Lee je provela tri tjedna promatrajući snimanje filma, a onda je napustila set jer je znala da će sve biti dobro i bez nje.
Lee je bila zadovoljna rezultatom: Glumac i lik iz mojeg romana su se sreli... Imala sam puno, puno ponuda da roman pretvorim u mjuzikl, ili TV ili kazališni komad, ali sam uvijek odbijala. Ovaj film je bio dio umjetnosti. Peck se prije snimanja sastao s Leeinim ocem. Ona je bila toliko zadivljena njegovom glumom da je Pecku dala očev sat nakon njegove smrti prije premijere filma, a Peck je nosio sat na dodjeli Oscara. Godinama kasnije, nije joj htio reći da mu je netko ukrao sat iz prtljage kada je putovao u London. Kada joj je napokon rekao, nije se ljutila. Lee i Peck su ostali prijatelji dugo nakon što je film snimljen.

## Vanjske poveznice
- Ubiti pticu rugalicu  Arhivirana inačica izvorne stranice od 18. lipnja 2013. (Wayback Machine) na Encyclopedia of Alabama
- Večernji list: Otkriven izgubljeni dio 'Ptice rugalice' (autor:Milena Zajović)